# Czech International 2013
Die Czech International 2013 im Badminton fanden vom 26. bis zum 29. September 2013 in Brno in Tschechien statt.

## Sieger und Platzierte
| Disziplin    | Gold                            | Silber                       | Bronze                      |
| ------------ | ------------------------------- | ---------------------------- | --------------------------- |
| Herreneinzel | Anup Sridhar                    | Indra Bagus Ade Chandra      | Wang Tzu-wei                |
| Herreneinzel | Anup Sridhar                    | Indra Bagus Ade Chandra      | Lucas Corvée                |
| Dameneinzel  | Kirsty Gilmour                  | Cheng Chi-ya                 | Mariya Ulitina              |
| Dameneinzel  | Kirsty Gilmour                  | Cheng Chi-ya                 | Lee Chia-hsin               |
| Herrendoppel | Adam Cwalina Przemysław Wacha   | Chen Chung-jen Wang Chi-lin  | Huang Po-jui Lu Ching-yao   |
| Herrendoppel | Adam Cwalina Przemysław Wacha   | Chen Chung-jen Wang Chi-lin  | Baptiste Carême Ronan Labar |
| Damendoppel  | Imogen Bankier Petya Nedelcheva | Jillie Cooper Kirsty Gilmour | Sophie Brown Alyssa Lim     |
| Damendoppel  | Imogen Bankier Petya Nedelcheva | Jillie Cooper Kirsty Gilmour | Marie Batomene Anne Tran    |
| Mixed        | Wang Chi-lin Wu Ti-jung         | Jakub Bitman Alžběta Bášová  | Chen Chung-jen Cheng Chi-ya |
| Mixed        | Wang Chi-lin Wu Ti-jung         | Jakub Bitman Alžběta Bášová  | Baptiste Carême Anne Tran   |